# Beatrice Weder di Mauro
Beatrice Weder di Mauro (née le 3 août 1965) est une professeure et économiste suisse et italienne de l'université Johannes Gutenberg de Mayence en Allemagne. De juin 2004 à 2012, elle a été membre du Conseil allemand des experts économiques. Elle est à la fois la première femme et la première non-allemande membre du conseil dont la responsabilité est de donner son avis au gouvernement allemand en matière d'économie. Elle a été notamment au service du chancelier Gerhard Schroeder et de la chancelière Angela Merkel. Elle prodigue également des conseils à diverses corporation, dont l'UBS et l'entreprise Roche.
Ses recherches portent sur la macroéconomie internationale, en particulier la crise financière, les flux de capitaux mondiaux, la réglementation financière, la dette souveraine, le développement et la croissance. Elle a publié de nombreux articles dans des revues universitaires de premier plan et écrit régulièrement des éditoriaux et des contributions au débat sur les politiques publiques.

Elle a travaillé comme économiste, d'abord au FMI puis à la Banque mondiale. Elle conseille le gouvernement de Nicaragua et se consacre intensément aux problèmes des pays en voie de développement.

## Éducation
Née en 1965 à Bâle (Suisse), elle passe sa jeunesse avec sa famille au Guatemala, avant de revenir en Suisse à l'âge de seize ans. De 1971 à 1980 elle passe sa scolarité dans une école allemande au Guatemala, et en 1984 elle passe son baccalauréat à Bâle, où elle s'installe plus tard avec sa famille. Son père travaille dans une  entreprise spécialisée dans la chimie. Les différences qu'elle constate entre le niveau de vie au Guatemala et en Suisse provoquent un intérêt pour l'économie. Elle étudie l'économie à l'université de Bâle, obtenant un master en 1989, ainsi qu'un doctorat en 1993. Elle enchaine avec une bourse pour un post-doctorat en 1994 à l'université de Bâle et une bourse de l'Université des Nations unies à Tokyo de 1997 à 1998. En 1999, Weder di Mauro reçoit son habilitation de l'université de Bâle. Elle étudie également à l'université Harvard, où elle est aussi professeure.

## Carrière
Weder di Mauro a rejoint le Fonds monétaire international en tant qu’économiste en 1994 et le Groupe de la Banque mondiale à Washington DC pour travailler avec l'équipe du Rapport sur le développement dans le monde en 1996. De 1997 à 1998, elle a été chercheuse à l'Université des Nations unies à Tokyo et de 1998 à 2001 professeure associée d'économie à l'université de Bâle. De 2001 à 2018, elle a été professeure d'économie, de politique économique et de macroéconomie internationale à la Johannes Gutenberg University of Mainz, Allemagne. Depuis 2019, elle est professeure à l'Institut des Hautes Études Internationales et du Développement à Genève. 
De 2002 à 2004, elle a été membre de la Commission fédérale suisse de surveillance des marchés financiers à Berne, et d'août 2004 à 2012, elle a siégé au Conseil des experts économiques d'Allemagne. Weder di Mauro est membre du CEPR (Centre de recherche sur l'économie et les politiques) depuis 2003 et membre senior du Bureau asiatique des finances et de la recherche économique (ABFER) à Singapour depuis 2016.
Weder di Mauro a été consultante pour diverses organisations internationales, y compris la Société financière internationale, la Banque mondiale, le Fonds monétaire international, l'Université des Nations unies, la Banque centrale européenne, le Centre de développement de l'OCDE et la Commission européenne. En 2016, elle a participé à la conférence de Bilderberg à Dresde, en Allemagne.

## Mandats et affiliations

### Anciens mandats
Weder di Mauro a siégé au conseil de surveillance de ERGO Group (2005-2010), Roche Holding AG (2005-2010). ThyssenKrupp AG, (2010-2013) et Société allemande d'investissement, (2011-2013). Elle était membre du groupe consultatif de Fraport AG et du groupe consultatif de Deloitte Allemagne. Elle était une universitaire résidente et membre du groupe consultatif régional européen du Fonds monétaire international à Washington, D.C. (2010 à 2012) Elle a présidé le Global Agenda Council on Sovereign Debt the Forum économique mondial. et a été membre du Groupe d'experts sur le Fonds de remboursement de la dette et les Eurobills de la Commission européenne de 2013 à 2014. 

### Mandats actuels
Weder di Mauro a été élue au conseil d'administration de UBS AG. en 2012 et après la restructuration en 2014, elle est devenue membre du conseil d'administration de UBS Group AG. Elle est membre du comité d'audit depuis 2012, membre du comité des risques de 2013 à 2017 et est devenue membre du comité de la culture d'entreprise et de la responsabilité en 2017. Depuis mars 2013, elle siège au conseil de surveillance de Robert Bosch GmbH et depuis mai 2016 au conseil de surveillance de Bombardier Inc.. Elle est actuellement Vice-présidente du Conseil universitaire de l'Université de Mayence, membre du Conseil de fondation de l'ETH Zurich et membre du Groupe Bellagio depuis 2014.

## Publications
- Do Corrupt Governments Receive Less Foreign Aid?, 2002
- A free press is bad news for corruption, 2003
- Spillovers through banking centers: a panel data analysis of bank flows, 2003
- International Portfolio Holdings and Swiss Franc Asset Returns, 2004
- Basel II and bank lending to emerging markets: Evidence from the German banking sector, 2007
- Five essays on economic causes of corruption. WWZ-Forum, Basel 2002.
- Institutional reform in transition economics. International Monetary Fund, Washington, DC, 2001.
- Model, myth or miracle. United Nations University Press, Tokio 1999,  (ISBN 92-808-1030-8).
- Wirtschaft zwischen Anarchie und Rechtsstaat. Rüegger, Chur 1993,  (ISBN 3-7253-0469-6).